# خرمای زاهدی
خرمای زاهدی یکی از انواع خرما در ایران است. این خرما در مناطقی از کشور به نام قصب شناخته می‌شود.
شکل این میوه، بیضی کشیده و انتهای آن کاملاً باریک و نوک تیز است. میوه در مرحله خارَک زردرنگ، در مرحله رطب قهوه‌ای روشن و در مرحله خرما قهوه‌ای متمایل به قرمز تا زرد کمرنگ می‌شود. از انواع بسیار مرغوب است و برای نگهداری در انبار و حمل‌ونقل آسان مطلوب است و از ارقام صادراتی بشمار می‌رود. این خرما جزء خرماهای خشک طبقه‌بندی می‌شود و نوعی دیررس بوده و مقدار ریزش آن زیاد می‌باشد. این رقم خرما در شهرستان قیر و کارزین، شهرستان فراشبند، شهرستان جهرم، شهرستان دشتستان، شهرستان کازرون،بخش خشت استان فارس،شهرستان فیروزآباد، شهرستان لار، استان بوشهر، شهرستان اهواز، شهرستان خرمشهر ،شهرستان قصرشیرین و نیز در عراق و آمریکا کاشته می‌شود؛ یکی از بیشترین تولیدات در شهرستان قیر و کارزین که بهترین نوع در منطقه‌ای بنام روستای لیفرجان 

## خاصیت
برداشت آن از اواخر شهریور ماه شروع می‌شود و ممکن است تا اوایل پاییز ادامه داشته باشد
کیفیت آن به میزان اندازه گوشت، محل برداشت و شرایط برداشت بستگی دارد و نوع مرغوب آن قهوه ای شکلاتی است.
نگهداری این محصول نیاز به یخچال ندارد و می‌تواند حداقل تا یکسال ذخیره شود.
مرغوب‌ترین نوع خرمای زاهدی دارای رنگ قهوه ای روشن یا قهوه ای شکلاتی می‌باشد.
قند موجود در این نوع خرما از نوع فروکتوز می‌باشد که نه تنها باعث قند خون نمی‌گردد، بلکه برای افراد دیابتی و افراد دارای رژیم کاهش وزن هم مؤثر می‌باشد.
خرمای زاهدی دارای رطوبت پایین می‌باشد و از ماندگاری بالا (تا ۳ سال) برخوردار است.

## ارزش اقتصادی
خرمای زاهدی در مقایسه با سایر خرماهای ایران ، قیمت پایین تری دارد. این خرما به دلیل داشتن شیره کم و بافت خشک مصرف صنعتی بالایی ندارد. به دلیل پایین بودن قند خرمای زاهدی و همچنین بافت خاص و قیمت مناسب آن، تقاضای بالایی در بازارهای صادراتی دارد.